# (11905) Giacometti
(11905) Giacometti est un astéroïde de la ceinture principale.

## Description
(11905) Giacometti est un astéroïde de la ceinture principale. Il fut découvert par Eric Walter Elst le 6 novembre 1991 à l'ESO. Il présente une orbite caractérisée par un demi-grand axe de 2,56 UA, une excentricité de 0,163 et une inclinaison de 13,28° par rapport à l'écliptique.
Il fut nommé en hommage au sculpteur suisse Alberto Giacometti (1901-1966).

## Compléments